# 좀비 영화 목록
다음은 좀비 영화의 목록이다.

## 연도순

### 1950년대 이전
- 화이트 좀비 (1932)
- 외계로부터의 9호 계획 (1959)

### 1960-70년대
- 살아있는 시체들의 밤 (1968)
- 시체들의 새벽 (1978)

### 1980년대
- 비욘드 (1981)
- 시체들의 날 (1985)

### 1990년대
- 살아있는 시체들의 밤 - 30주년 기념작 (1998)

### 2000년대
- 버수스 (2000)
- 28일 후 (2002)
- 레지던트 이블 (2002)
- 지옥갑자원 (2003)
- 레지던트 이블 2 (2004)
- 새벽의 저주 (2004)
- 랜드 오브 데드 (2005)
- 둠 (2005)
- 어느날 갑자기 네 번째 이야기 - 죽음의 숲 (2006)
- 28주 후 (2007)
- 나는 전설이다 (2007)
- 그라인드하우스 (2007)
- 다이어리 오브 데드 (2007)
- 다크 아워 (2007)
- 레지던트 이블 3: 인류의 멸망 (2007)
- 알.이.씨 (2007)
- 쿼런틴 (2008)
- 알.이.씨 2 (2009)
- 좀비랜드 (2009)

### 2010년대
- 레지던트 이블 4: 끝나지 않은 전쟁 (2010)
- 쿼런틴 2: 터미널 (2011)
- 레지던트 이블 5: 최후의 심판 (2012)
- 알.이.씨 3: 제네시스 (2012)
- 갤로워커: 블레이드의 귀환 (2012)
- 플래닛 바이러스 (2013)
- 월드워Z (2013)
- 미스 좀비 (2013)
- 웜바디스 (2013)
- 라이프 애프터 베스 (2014)
- 오만과 편견 그리고 좀비 (2016)
- 아이 엠 어 히어로 (2016)
- 부산행 (2016)
- 서울역 (2016)
- 멜라니: 인류의 마지막 희망인 소녀 (2016)
- 카고 (2017)
- 레지던트 이블: 파멸의 날 (2017)
- 카메라를 멈추면 안 돼! (2017)
- 디 엔드? (2017)
- 창궐 (2018)
- 오버로드 (2018)
- 데드 돈 다이 (2019)
- 좀비랜드2 (2019)
- #살아있다 (2020)
- 반도 (2020)
- 아미 오브 더 데드 (2021)
- 아미 오브 더 데드: 도둑들 (2021)

## 같이 보기
- 좀비
- 공포 영화 목록